# Севериновка (Одесская область)
Севери́новка (укр. Северинівка) — село, относится к Ивановскому району Одесской области Украины. Население по переписи 2001 года составляло 599 человек. Почтовый индекс — 67232. Телефонный код — 4854. Занимает площадь 2,441 км². Код КОАТУУ — 5121883801.
Основана вскоре после окончания Русско-турецкой войны 1787—1791 годов графом Северином Потоцким и получила его имя. В 1801 году на средства графа была построена существующая церковь Иоанна Богослова. Рядом с ней установлен памятник основателю селения.
Широкую известность Севериновка получила как место действия повести «Зелёный фургон», где она описывается как «пыльное торговое местечко, с домами из жёлтого известняка и глины, с базарной площадью и рядами крытых рундуков на ней, с разрушенной экономией графа Потоцкого, церковью, киркой и синагогой». В 1982 году в селе снимали фильм по мотивам повести.